# 宮脇勝
宮脇 勝（みやわき まさる、1966年 - ）は、日本の都市研究者で景観研究者、アーバンデザイナー、名古屋大学大学院環境学研究科准教授。博士（工学）。専門は景観計画、都市デザイン。社会活動に港区景観審議会委員、三番瀬評価委員会委員、愛知県国土利用計画審議会委員、豊橋市まちづくり景観審議会委員、柏市都市景観デザイン委員会会長、渋谷区景観審査会会長など多数歴任。

## 経歴
1966年北海道生まれ。北海道大学工学部建築工学科卒業。1992年東京大学大学院工学系研究科都市工学専攻修士課程修了、ローマ大学建築学部留学。1995年東京大学大学院都市工学専攻博士課程修了。伊東豊雄建築設計事務所、北海道大学大学院助手を経て、1999年より千葉大学助教授から同大学大学院工学研究科建築・都市科学専攻准教授。2015年より名古屋大学大学院環境学研究科准教授。
計画に柏の葉キャンパス駅周辺のアーバンデザイン、柏市景観計画など、多数。柏市の市政功労者（自治功労）の表彰。2004年国土交通大臣賞受賞。

## 著書
著書に、『改造建築』（SD0010号、監修、鹿島出版会）、『イタリアの法定都市計画と風景計画の展開』（博士論文）、『都市の風景計画』（共著）、『リノベーション・スタディーズ』（共著）、『都市美』（共著）、『日本の風景計画』（共著）、『ランドスケ－プと都市デザイン』、『欧州のランドスケープ・プランニングとプロジェクト』、 『まちを再生する公共デザイン　インフラ・景観・地域戦略をつなぐ思考と実践』（共著）、『都市経営時代のアーバンデザイン』（共著）など多数。